# Авила, Эктор
Э́ктор А́вила (исп. Hector Avila; род. 17 апреля 1975 года, Лос-Польворинес, Аргентина) — аргентинский боксер-профессионал, джорнимен, выступавший в тяжёлой весовой категории. Чемпион Аргентины (2005; 2007).

## Профессиональная карьера
Дебютировал 15 января 1999 года в бою с Хорхе Хименесом Нолберто, которого нокаутировал во 2 раунде в 6-раундовом бою. Выиграл первые 7 боев.
14 апреля 2007 года встретился с непобежденным Йоганом Пабло Эрнандесом. Эрнандес победил единогласным решением судей в 8 -раундовом бою.
16 июня 2007 года в бою за титул WBO Inter-Continental в первом тяжелом весе встретился с непобежденным Александром Алексеевым. Алексеев нокаутировал противника в 1 раунде.
30 сентября 2011 года в бою за титул PABA встретился с Йово Пударом. Пудар нокаутировал противника во 2 раунде.
20 апреля 2013 года состоялся 10-раундовый бой в супертяжёлом весе, между 29-летним британцем Дереком Чисорой (16-4, 10 КО) и 38-летним аргентинцем Эктором Альфредо Авилой (20-13-1, 13 КО), который состоялся 20 апреля в Лондоне и завершился победой Чисоры техническим нокаутом в 9-м раунде.
1 марта 2014 года встретился с непобежденным Энтони Джошуа. Джошуа нокаутировал соперника в 1 раунде.